# Буйносов-Ростовский, Василий Иванович
Князь Василий Иванович Буйносов-Ростовский по прозванию Почюй (ум. 1602) — русский военный и государственный деятель, голова и воевода во времена правления Ивана IV Васильевича Грозного, Фёдора Ивановича и Бориса Годунова.
Из княжеского рода Буйносовы-Ростовские. Второй, из четырёх сыновей князя Ивана Александровича Буйноса Хохолкова-Ростовского. Братья — князья Иван Большой, Дмитрий и Иван Меньшой Ивановичи.

## Биография

### Служба Ивану Грозному
В 1574 году послан головою при князе Борятинском в Юрьев, который направил его из данного города к Государю с известием. В 1576-1579 годах был назначен вторым воеводой в Свияжске, откуда его в 1579 году перевели первым воеводой в ливонскую крепость Чествин. В 1583 году служил воеводой в Кокшайске, где пробыл и 1584 год.

### Служба Фёдору Ивановичу
В 1588 году князь В. И. Буйносов-Ростовский — воевода сторожевого полка окраинных войск. В 1589 году служил вторым воеводой в Пскове. В 1591 году во время нашествия крымского хана Гази Герая на Русь князь Василий Буйносов-Ростовский вначале был первым воеводой в Серпухове, а потом участвовал в отражении крымско-татарской орды от Москвы. В награду за участие в боях против крымских татар получил от царя Фёдора Иоанновича «золотой». В 1592 году отправлен на воеводство в Новгород. В 1595—1599 годах — вначале второй, затем первый воевода во Пскове.

### Служба Борису Годунову
Упомянут при приёме немецкого посла. В 1602 году князь Василий Иванович Буйносов-Ростовский вторично находился на воеводстве в Новгороде, где в том же году и скончался.
По родословной росписи показан бездетным.

## Критика
В «Русской родословной книге» А. Б. Лобанова-Ростовского, воеводство в Новгороде и смерть в 1602 году относится к Буйносову-Ростовскому Василию Ивановичу Белоголовому (№ 15), что неверно. В родословной книге М. Г. Спиридова воеводская служба в Новгороде и дата смерти в 1602 году относится к князю Василию Ивановичу Почюй. В поколенной росписи родословной книги из собрания М. А. Оболенского поданной в Палату родословных дел в 1682 году князь Василий Иванович Белоголов записан — князь Василий Иванович Почюй Белоголов. Возможны смешивание служб двух современников. В «Истории родов русского дворянства» П. Н. Петрова у отца показан ещё и пятый сын князь Пётр Иванович Буйносов-Ростовский, что не соответствует действительности.